# Дзевенцеж
Дев'ятир (пол. Dziewięcierz) — село в Польщі, у гміні Горинець-Здруй Любачівського повіту Підкарпатського воєводства.
Населення — 253 особи (2011).
У 1975-1998 роках село належало до Перемишльського воєводства.

## Демографія
Демографічна структура станом на 31 березня 2011 року:
|          | Загалом | Допрацездатний вік | Працездатний вік | Постпрацездатний вік |
| -------- | ------- | ------------------ | ---------------- | -------------------- |
| Чоловіки | 130     | 25                 | 89               | 16                   |
| Жінки    | 123     | 31                 | 66               | 26                   |
| Разом    | 253     | 56                 | 155              | 42                   |